# Westland Marathon 1987

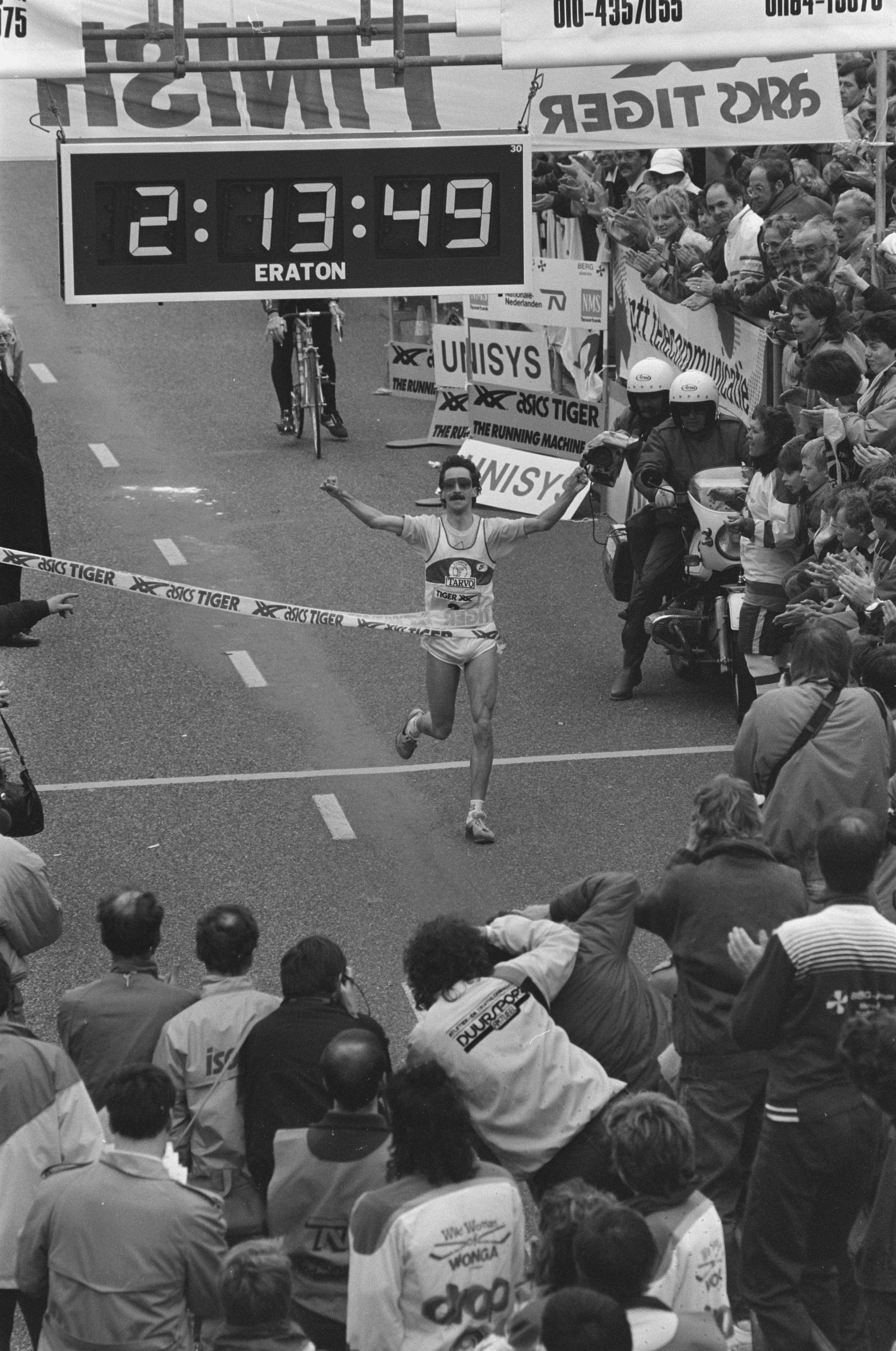
Marti ten Kate wint de Westland Marathon in 1987.

De Westland Marathon 1987 werd gehouden op zaterdag 11 april 1987. Het was de achttiende editie van deze marathon. Start en finish lagen in Maassluis.
De Nederlander Marti ten Kate won de wedstrijd in 2:13.49. Hij was een kleine minuut sneller dan de Belg Jean-Pierre Paumen, die tweede werd in 2:14.38. Bij de vrouwen besliste de Schotse Heather Macduff de wedstrijd door eerste te worden in 2:40.45.
In totaal finishten er 663 deelnemers, waarvan 649 mannen en 14 vrouwen.

## Uitslagen

### Mannen
| rang   | naam                  | land | tijd    |
| ------ | --------------------- | ---- | ------- |
| Goud   | Marti ten Kate        | NED  | 2:13.49 |
| Zilver | Jean-Pierre Paumen    | BEL  | 2:14.38 |
| Brons  | Rudi Dirickx          | BEL  | 2:16.10 |
| 4      | Jozef Mitka           | POL  | 2:17.38 |
| 5      | Gino Braeckevelt      | BEL  | 2:19.17 |
| 6      | Julien Grimon         | NED  | 2:20.11 |
| 7      | Jean Claude Louison   | NED  | 2:21.47 |
| 8      | Raf Vervaet           | BEL  | 2:22.12 |
| 9      | Erwin Nederlof        | NED  | 2:22.43 |
| 10     | Hans Kaellberg        | SWE  | 2:22.49 |
| 11     | Raymond Van Paemel    | BEL  | 2:22.55 |
| 12     | Cees Kraaijeveld      | NED  | 2:23.05 |
| 13     | Stevan Tremp          | SUI  | 2:23.22 |
| 14     | Gerard Huynen         | NED  | 2:23.33 |
| 15     | Willy Vanhuylenbroeck | BEL  | 2:23.49 |
| 16     | Martin v.d. Ven       | NED  | 2:23.53 |
| 17     | Willem de Weerdt      | NED  | 2:23.53 |
| 18     | Jerry Finster         | POL  | 2:24.42 |
| 19     | Andree Kolders        | NED  | 2:25.01 |
| 20     | Harry Claque          | BEL  | 2:25.14 |

### Vrouwen
| rang   | naam                    | land | tijd    |
| ------ | ----------------------- | ---- | ------- |
| Goud   | Heather Macduff         | SCO  | 2:40.45 |
| Zilver | Ilona Janko             | HUN  | 2:43.21 |
| Brons  | Annie van Stiphout      | NED  | 2:48.14 |
| 4      | Martine Van De Gehuchte | BEL  | 2:49.07 |

1969 ·
1970 ·
1971 ·
1972 ·
1973 ·
1974 ·
1975 ·
1976 ·
1977 ·
1978 ·
1979 ·
1980 ·
1981 ·
1982 ·
1983 ·
1984 ·
1985 ·
1986 ·
1987 ·
1988 ·
1989 ·
1990 ·
1991 ·
1992 ·
1993 ·
1994 ·
1995 ·
1996 ·
1997 ·
2014